# 15è Festival Internacional de Cinema de Canes
El 15è Festival Internacional de Cinema de Canes es va dur a terme del 7 al 23 de maig de 1962. La Palma d'Or fou atorgada a O Pagador de Promessas d'Anselmo Duarte. El festival va obrir amb Les Amants de Teruel, dirigida per Raymond Rouleau.
Durant el Festival de Cinema de Canes de 1961 Robert Favre le Bret, director artístic del Festival de Cinema de Canes, amb acord del Syndicat français de la critique de cinéma et des films de télévision va decidir establir la Setmana de la Crítica en el següent festival. En 1962 aquesta secció paral·lela del festival va tenir lloc per primer cop. El seu objectiu era mostrar primers i segons treballs de directors de tot el món i no sucumbir a tendències comercials.

## Jurat
Les següents persones van ser nomenades jurat de la competició de 1962:
Pel·lícules
- Tetsuro Furukaki (Japó) President
- Henry Deutschmeister (França) Vice President
- Sophie Desmarets (França)
- Jean Dutourd (França)
- Mel Ferrer (USA)
- Romain Gary (França)
- Jerzy Kawalerowicz (Polònia)
- Ernst Krüger (Alemanya)
- Yuli Raizman (URSS)
- Mario Soldati (Itàlia)
- François Truffaut (França)

Curtmetratges
- Charles Ford (França) President
- Charles Duvanel (Suïssa)
- Derek Prouse (GB.)
- Georges Rouquier (França)
- Andréas Winding (França)

## Secció oficial

### Pel·lícules en competició
Les següents pel·lícules competien per la Palma d'Or:
- Julia, Du bist zauberhaft d'Alfred Weidenmann
- Tempesta sobre Washington d'Otto Preminger
- All Fall Down de John Frankenheimer
- Âmes et rythmes d'Abdelaziz Ramdani
- Dvoje d'Aleksandar Petrović
- S-a furat o bombă de Ion Popescu-Gopo
- Das Brot der frühen Jahre de Herbert Vesely
- Pleneno yato de Ducho Mundrov
- Les Enfants du soleil de Jacques Séverac
- Cleo de 5 a 7 d'Agnès Varda
- Devi de Satyajit Ray
- Divorci a la italiana (Divorzio all'italiana) de Pietro Germi
- L'eclisse by Michelangelo Antonioni
- Elektra (Ilektra) de Michael Cacoyannis
- El ángel exterminador de Luis Buñuel
- Setenta veces siete de Leopoldo Torre Nilsson
- Kyupora no aru machi de Kirio Urayama
- Harry og kammertjeneren de Bent Christensen
- Dom bez okien de Stanislaw Jedryka
- En els passos de Buda de Pragnasoma Hettiarachi
- The Innocents de Jack Clayton
- Ba'al Hahalomot d'Alina Gross i Yoram Gross
- Konga Yo d'Yves Allégret
- Liberté I d'Yves Ciampi
- Long Day's Journey Into Night de Sidney Lumet
- Les Amants de Teruel de Raymond Rouleau
- Yang Kwei Fei de Li Han Hsiang
- Muž z prvního století d'Oldřich Lipský
- Mondo Cane de Gualtiero Jacopetti, Paolo Cavara i Franco Prosperi
- O Pagador de Promessas d'Anselmo Duarte
- Plácido deLuis García Berlanga
- Al Gharib al Saghir de Georges Nasser
- A Taste of Honey de Tony Richardson
- Procès de Jeanne d'Arc de Robert Bresson
- Kogda derevya byli bolshimi de Lev Kulidzhanov

### Pel·lícules fora de competició
Les següents pel·lícules foren seleccionades pe ser exhibides fora de competició:
- Boccaccio '70 de Cesare Zavattini, Luchino Visconti, Mario Monicelli i Federico Fellini
- Le Crime ne paie pas de Gérard Oury

### Curtmetratges en competició
Els següents curtmetratges competien per Palma d'Or al millor curtmetratge:
- Akheytzi de Lada Boyadjieva
- Anarkali, My Beautiful de Jean-Claude See
- Big City Blues de Charles Huguenot Van Der Linden
- Bolchie nepriyatnosti de Vladimir Broumberg, Zinaiida Brumberg
- Certosa di pavia de Carlo Ludovico Ragghianti
- Clovek pod vodou de Jiri Brnecka
- Couro de gato de Joaquim Pedro De Andrade
- Danza Espanola de Juan Gyenes
- Faces d'Edward McConnell
- Image Of The Sea de Richard Alan Gray
- La Rivière du Hibou de Robert Enrico
- Le Hampi de Claude Jutra, Roger Morilliere, Jean Rouch
- Les Dieux du feu de Henri Storck
- Les quatre saisons de Niklaus Gessner
- Ljubav I Film de Ivo Vrbanic
- Oczekiwanie de Witold Giersz, Ludwig Perski
- Pan de Herman Van Der Horst
- Rodolphe Bresdin de Nelly Kaplan
- Roma momenti in Jazz de Enzo Battaglia
- Saguenay de Chris Chapman
- Szenvedely de Jozsef Nepp
- Tagebuch eines Reportes de Manfred Durnick
- Teeth Is Money de Jean Delire, Eddy Ryssack
- The Australian Landscape Painters de Richard Mason
- The Sound of Speed de Bruce Kessler
- Voronet de Ion Bostan
- Zambesi de Raymond Hancock

## Secció paral·lela

### Setmana de la Crítica
Els següents llargmetratges van ser seleccionats per ser projectats per a la primera Setmana de la Crítica:
- Adieu Philippine de Jacques Rozier
- Alias Gardelito de Lautaro Murúa
- Hani Susumu de Susumu Hani
- Football de R.Drew, R.Leacock, J.Lipscomb
- Les inconnus de la terre de Mario Ruspoli
- I nuovi angeli d'Ugo Gregoretti
- Les Oliviers de la justice de James Blue )
- Strangers in the Cityde Rick Carrier
- Zaduszki de Tadeusz Konwicki
- Tres veces Ana de David José Kohon

## Premis

### Premis oficials
Els guardonats en les seccions oficials de 1962 foren:
- Palma d'Or: O Pagador de Promessas d'Anselmo Duarte
- Premi especial del jurat:
  - L'eclisse de Michelangelo Antonioni
  - Procès de Jeanne d'Arc de Robert Bresson
- Millor actriu:
  - Katharine Hepburn per Long Day's Journey Into Night
  - Rita Tushingham per A Taste of Honey
- Millor actor:
  - Dean Stockwell, Jason Robards i Ralph Richardson per Long Day's Journey Into Night
  - Murray Melvin per A Taste of Honey
- Millor adaptació cinematogràfica: Elektra (Ilektra) de Michael Cacoyannis
- Millor comèdia: Divorci a la italiana (Divorzio all'italiana) de Pietro Germi

Curtmetratges
- Palma d'Or al millor curtmetratge: La Rivière du Hibou de Robert Enrico
- Premi especial del Jurat: Oczekiwanie de Witold Giersz, Ludwig Perski
- Premi tècnic del curtmetratge:
  - Les Dieux du feu de Henri Storck
  - Oczekiwanie de Witold Giersz, Ludwig Perski
  - Pan de Herman Van Der Horst

### Premis independents
FIPRESCI
- Premi FIPRESCI: El ángel exterminador de Luis Buñuel

Commission Supérieure Technique
- Gran Premi Tècnic:
  - Les Amants de Teruel de Raymond Rouleau
  - Elektra (Ilektra) de Michael Cacoyannis
  - Yang Kwei Fei de Li Han Hsiang

Premi OCIC
- Procès de Jeanne d'Arc de Robert Bresson

## Mèdia
- British Pathé: Cannes Film Festival 1962 footage
- British Pathé: Cannes Film Festival 1962 Awards
- INA: Apertura del festival de 1962 (comentari en francès)
- INA: Atmosfera al Festival de 1962 (comentari en francès)
- INA: Llista de guanyadors del festival de 1962 (comentari en francès)